# Don Tapscott
Don Tapscott (1 de junho de 1947, Toronto, Ontario) é um escritor, pesquisador, palestrante canadense e consultor especializado em estratégia corporativa e transformação organizacional, além de abordar temas virados para cultura digital, Web 2.0 e Geração Internet. Já foi CEO da New Paradigm, empresa que fundou em 1993 e professor adjunto da Universidade de Toronto. Atualmente, Don dirige a empresa nGenera, realizando pesquisas e programas de educação.

## Publicações
Tapscott é autor ou co-autor de 13 livros sobre a aplicação de novas tecnologias na dinâmica de condução de negócios. Sua obra mais recente é "Grown Up Digital", ou em português, "A Hora da Geração Digital", lançado em outubro de 2008 na América do Norte e na Europa, e em junho de 2010 no Brasil. Com sua empresa, nGenera, Tapscott realizou uma pesquisa com cerca de dez mil jovens, conduzindo entrevistas que resultariam no livro "A Hora da Geração Digital", que aborda temas como: Sete maneiras de atrair e mobilizar jovens talentos; Como o cérebro da Geração Internet processa informações; Sete diretrizes para que os educadores utilizem o potencial da Geração Internet; Como criar filhos 2.0: não há lugar como o novo lar; Como os jovens e a internet estão transformando a democracia; além de Facebook, Barack Obama, Youtube, MySpace, entre outros.
A obra precede o best-seller Wikinomics: How Mass Collaboration Changes Everything, escrito em conjunto com Anthony D. Williams e publicada nos EUA e na Europa em dezembro de 2006 e no Brasil em julho de 2007, sob o título Wikinomics: Como a Colaboração em Massa Pode Mudar o seu Negócio.
A partir de 2015 Tapscott esteve envolvido em grupos de empresas de finanças e outras indústrias, na tentativa de alcançar soluções para questões de governança, através da indústria blockchain emergente; tendo então lançado em maio de 2016, com seu filho Alex, o livro "A Revolução Blockchain: como a tecnologia por trás Bitcoin está mudando o dinheiro, os negócios, e o Mundo".

## Vídeo
- 2007-02-26 Conversa sobre Wikinomics, armazenado em Google Video e em Internet Archive.